# Charles le Maistre
Charles Delacour le Maistre (* 6. Januar 1874 auf Jersey; † 5. Juli 1953 in Bramley, Surrey) gilt als Vater der internationalen Standardisierung auf dem Gebiet der Elektrotechnik.
Der Sohn eines Landpfarrers besuchte ab 1882 das Brighton College und ab 1891 das Central Technical College in South Kensington, London, wobei er 1894 studentisches Mitglied der Institution of Electrical Engineers (IEE) wurde. 1896 fand er Beschäftigung in der Elektroabteilung der Thames Ironworks and Shipbuilding and Engineering Company, wobei er die ersten zwei Jahre eine Pupillage unter Charles E. Grove absolvierte.
Ab 1901 widmete er sich der Standardisierung. Er wurde Assistent des Secretary of the Engineering Standards Committee. 1902 war er involviert im British Standards Institute (BSI). Er arbeitete eng mit Rookes Evelyn Bell Crompton zusammen, um die International Electrotechnical Commission (IEC) zu gründen, deren erster Generalsekretär er 1906 wurde.
Er initiierte eine Reihe von Treffen, die 1926 zur Gründung der International Federation of the National Standardizing Associations führten, einem Vorläufer der 1946 gegründeten ISO.

## Ehrungen
1920 wurde le Maistre Commander of the British Empire. Schweden verlieh ihm den Wasaorden. Kurz vor seinem Tod ernannte Frankreich ihn zum Chevalier de la Légion d'honneur.